# John C. Sanford

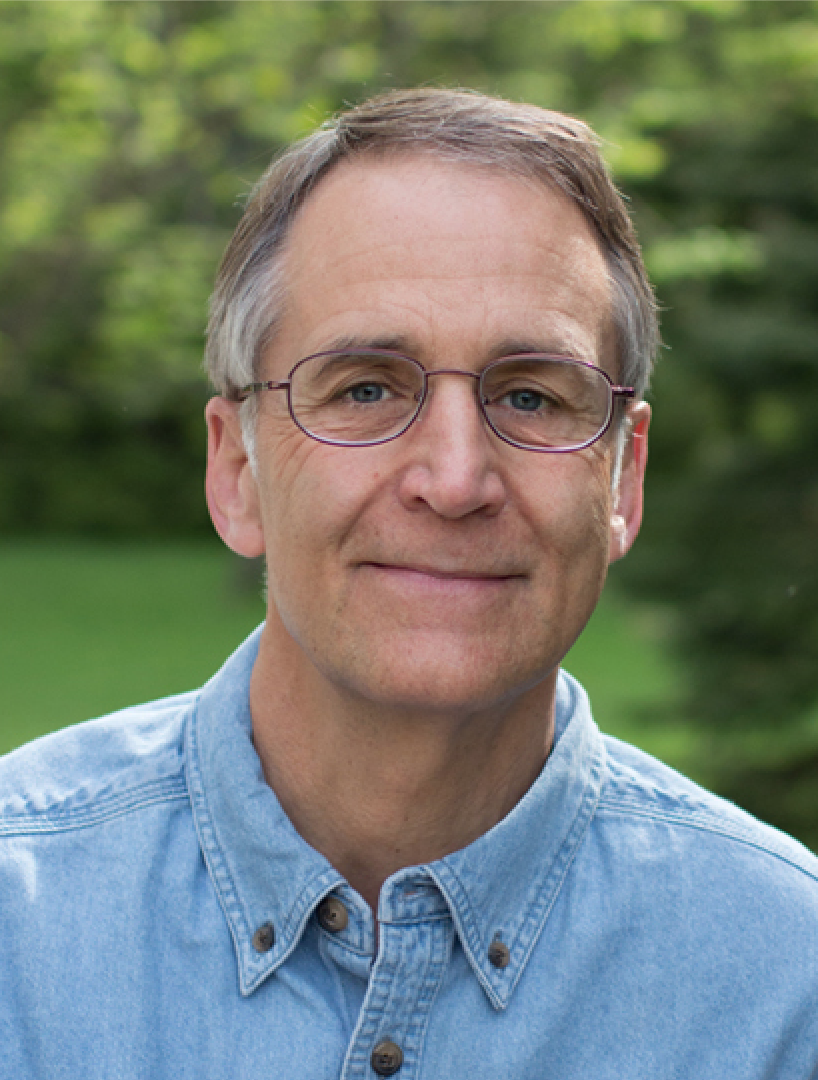
John C Sanford, outono de 2014

John C. Sanford (nascido em 1950)  é  o inventor do sistema de biobalística GeneGun de melhoramento genético juntamente com Ed Wolf , Nelson Allen e e Ted Klein da DuPont na Universidade Cornell, defende a entropia genética dos seres vivos  e  publicou vários artigos científicos a respeito e um livro intitulado Genetic Entropy & the Mystery of the Genome (2005), no qual ele afirma que o genoma está se deteriorando e, portanto, não poderia ter evoluído da maneira especificada pela síntese evolutiva moderna.

## Biografia

### Carreira acadêmica
Sanford se formou em 1976 na Universidade de Minnesota com bacharelado em horticultura. Ele foi para a University of Wisconsin – Madison, onde recebeu um MSc em 1978 e um Ph.D. em 1980 em melhoramento de plantas / genética de plantas. Apesar de se aposentar em 1998, Sanford continua na Cornell University como professor associado de cortesia. Ele foi professor adjunto associado honorário de botânica na Duke University. Sanford publicou mais de 100 publicações científicas.

### Invenções
Em Cornell, Sanford e seus colegas desenvolveram o "Sistema de entrega de partículas biológicas" ou a chamada " arma genética ". Ele é o co-inventor do processo de resistência derivada de patógenos (PDR) e o co-inventor do processo de vacinação genética. Em 1998, ele se aposentou com os lucros da venda de suas empresas de biotecnologia e continuou na Cornell como professor associado de cortesia. Sanford é proprietário de centenas de patentes

### Entropia genética e o mistério do genoma
Sanford defendeu a devolução em seu livro Genetic Entropy & the Mystery of the Genome (2005, 2008). Nele, ele afirma que a seleção natural como uma causa da evolução biológica (que ele chama de axioma primário) "é essencialmente indefensável". Seu argumento é que a taxa mínima de mutação humana é estimada em 100 novas mutações por geração sendo a maioria deletérias. De acordo com Sanford, a curva de Kimura mostra que a maioria das mutações tem um efeito quase neutro e, além disso, são ligeiramente deletérias.  Como tal, a seleção natural é incapaz de retardar o acúmulo de mutações prejudiciais. Portanto, com o tempo, a aptidão diminuirá e, se não for controlada, resultará em extinção. Milhares de publicações científicas parecem defender a degradação genética gradual nos seres vivos, incluindo grandes nomes da ciência como Gerald Crabtree que defendeu a tese em Stanford que estamos ficando mais retardados e publicou na prestigiada  Trends.
Um corolário importante é que "mutações benéficas são tão raras que estão fora de consideração". Portanto, a seleção natural é considerada muito lenta para permitir alguma evolução positiva por ela. Além disso, o custo seletivo é considerado muito alto para substituir a deriva genética, o empobrecimento do "pool gênico "e o ruído.
Em experimentos de laboratório, declarou que  vírus saturados com mutações podem se extinguir. Sanford também criticou a distribuição de mutações de Kimura; Kimura exclui mutações benéficas porque elas teriam um efeito muito grande, não insignificante. Sanford se recusou a reconhecer esse problema, mesmo depois de ser diretamente confrontado com as próprias palavras de Kimura. Além disso, a afirmação de Sanford de que não há virtualmente nenhuma mutação benéfica selecionável é contrastada com a  persistência da lactase em humanos ou com o antagonismo da tetherina no grupo M Vpu do HIV-1.

Sanford concedeu entrevista ao cientista James Tour que demonstrou apoiar mesma perspectiva. Observações de ajuste fino em sistemas biológicos são contrastadas com medição de desordem das mesmas causadas sobretudo por mutações, maioria deletérias, como preconiza a teoria da entropia genética, assim resume a publicação cientifica de Steinar Thorvaldsen:
"O ajuste fino tem recebido muita atenção na física e afirma que as constantes fundamentais da física são perfeitamente ajustadas a valores precisos para uma rica química e permissão de vida. Ainda não foi aplicado de maneira ampla à biologia molecular. No entanto, neste artigo, argumentamos que os sistemas biológicos apresentam ajuste fino em diferentes níveis, por exemplo, proteínas funcionais, máquinas bioquímicas complexas em células vivas e redes celulares. Este artigo descreve o ajuste fino molecular, como pode ser usado em biologia e como desafia o pensamento darwiniano convencional. Também discutimos os métodos estatísticos que sustentam o ajuste fino e apresentamos uma estrutura para essa análise".

### Contador de Mendel
Sanford e colegas desenvolveram o programa de modelagem genética quantitativa progressiva chamado Mendel's Accountant, publicando vários artigos sobre ele e a entropia genética em locais não revisados por pares. O Contador de Mendel rastreia as mutações conforme elas se acumulam nas populações digitais de uma maneira biologicamente realista. Com base em sua pesquisa, Sanford afirma que o genoma humano está se deteriorando e, portanto, não poderia ter evoluído por meio de um processo de mutação e seleção conforme especificado pela síntese evolutiva moderna .

### Design e criação inteligente
Anteriormente, de acordo com seu próprio relato, Sanford era um ateu até meados da década de 1980, quando Sanford examinou a evolução teísta (1985 – final da década de 1990),  passou a discernir a aceitar o criacionismo da Terra Velha  (final da década de 1990) e depois , passou a aceitar mais o modelo de uma criação recente , devido defender meia vida curta do frágil DNA, passando então a defender a posição do criacionismo bíblico da  Terra Jovem (2000 – presente).
Também passou a pertencer  juntamente com milhares de cientistas ao movimento anti-darwinista que se destaca por defenderem o modelo do design inteligente. Sanford testemunhou em 2005 nas audiências de evolução do Kansas em nome do design inteligente, durante as quais ele negou o princípio da descendência totalmente comum e declarou que  as evidências genéticas apontavam que fomos criados por uma criação especial, por um "design inteligente, ou seja,  por Deus ".
Em associação com o geofísico John Baumgardner (que fez testes de c-14 de meia vida curta , presente em material de origem orgânica incrustada em rochas de milhões de anos, inclusive diamantes que são praticamente incontamináveis, demonstrando assim que as datações muito antigas estariam erradas)  fez diversas publicações cientificas onde ele defendeu que a idade da Terra era "menor de 100.000" anos. Sanford usa uma analogia para ilustrar evidências de design - a de um carro versus um ferro-velho: "Um carro é complexo, mas um ferro-velho também. No entanto, um carro é complexo de uma forma muito específica - é por isso que funciona. Requer uma série de engenheiros muito inteligentes para especificar sua complexidade, portanto, é um todo funcional. " O defensor do design inteligente William Dembski cita as realizações de Sanford como evidência do status científico do design inteligente, uma vez que Sanford é um especialista em engenharia genética e um professor associado de cortesia em horticultura.Sobre sua principal tese Sanford  concedeu explicações sobre entropia genética  nesta entrevista.